# Whiteleggia stephensoni
Whiteleggia stephensoni is een naaldkreeftjessoort uit de familie van de Whiteleggiidae. De wetenschappelijke naam van de soort is voor het eerst geldig gepubliceerd in 1973 door Boesch.